# الدين في رومانيا

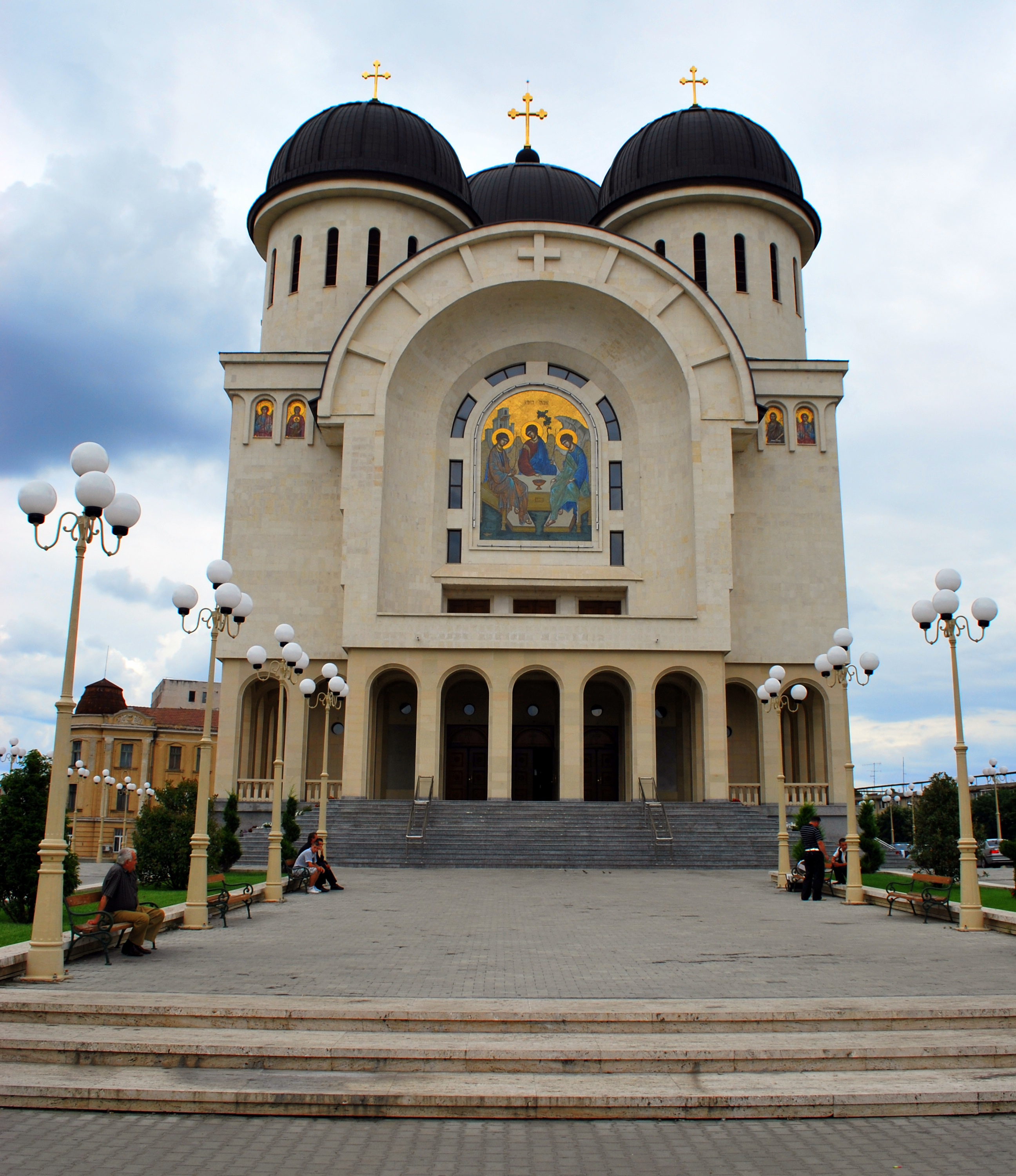

رومانيا دولة علمانية، وليس فيها دين للدولة. رومانيا أشدّ البلدان الأوروبية تديّنًا، ومعظم مواطنيها من المسيحيين الأرثوذكس. تعترف الحكومة الرومانية رسميًّا بثمانية عشر دينًا وطائفة. انتسب 81.04% من سكان رومانيا المستقرين إلى الكنيسة الأرثوذكسية الشرقية، في إحصاء عام 2011. من الطوائف المسيحية الأخرى: الكنيسة الكاثوليكية (الكاثوليكية اللاتينية (4.33%) والكاثوليكية الإغريقية (0.75%–3.3%)) والكالفينية (2.99%) والخمسينية (1.80%). إذا جمعت هذه الأرقام تبين أن نحو 92% من السكان ينتسب إلى المسيحية. وفي رومانيا أيضًا أقلية مسلمة صغيرة لكنها مهمة تاريخية، تتركز في شمال دبروجة، ومعظمهم من التتر القرميين والترك، ويبلغ عددهم نحو 44 ألف نسمة. حسب بيانات إحصاء عام 2011، فإن في رومانيا نحو 3,500 يهودي، و21,000 ملحد، و19,000 لم ينتسبوا إلى أي دين. يعتمد إحصاء عام 2011 على السكان المستقرين وعددهم 20,121,641 نسمة، ويستثنى منهم نسبة 6% لم تتوفر بياناتها.

## الطوائف الدينية

### الأرثوذكسية الشرقية
الكنيسة الأرثوذكسية الشرقية أكبر طائفة دينية في رومانيا، ويبلغ عدد أعضائها 16,307,004 حسب إحصاء 2011، أي 81.04% من مجموع السكان. ولكن نسبة ارتياد الكنيسة منخفضة انخفاضًا كبيرًا. حسب استطلاع أجرته إنسكوب في يوليو 2015، فإن 37.8% من الرومانيين الذين يسمّون أنفسهم متدينين يذهبون إلى الكنيسة في الأعياد الكبيرة فقط، و25.4% منهم يذهبون مرة في الأسبوع (لا سيما الأحد)، و18.9% مرة في الشهر، و10.2% مرة في السنة أو أقل، و3.4% يقولون إنهم لا يذهبون إلى الكنيسة، و2.7% يذهبون عدة مرات في الأسبوع، و0.9% يقولون إنهم يذهبون إلى الكنيسة كل يوم.

### الكنيسة الكاثوليكية الرومانية (الطقس اللاتيني)
حسب إحصاء عام 2010، فإن في رومانيا 870,774 كاثوليكيًّا ينتمي إلى الكنيسة اللاتينية في رومانيا، أي 4.33% من مجموع السكان. أكبر المجموعات الإثنية هم المجر (500,444، منهم السزيكيليون، وهم 41% من المجر)، والرومانيون (297,246 أو 1.8%) والألمان (21,324 أو 59%) والغجر (20,821 أو 3.3%) وكذلك أغلبية من سلوفاكيي البلد وبلغارها وكرواتها وإيطالييها وتشيكييها وبولندييها وسانغييها (مجموعهم 27,296).

### الكنيسة الكاثوليكية الإغريقية (الطقس البيزنطي)
حسب إحصاء عام 2010، فإن في رومانيا 150,593 كاثوليكيًّا إغريقيًّا، أي 0.75% من مجموع السكان. يعيش معظم الكاثوليك الإغريقيين في الجزء الشمالي من ترانسيلفانيا. معظمهم رومانيون (124,563) وبقيتهم معظمها من المجر والغجر.
ومن جانب آخر، تشير البيانات التي نشرت في كتاب أنواريو بونتيفيسيو عام 2012 أن للكنيسة الكاثوليكية الإغريقية الرومانية 663,807 عضوًا (3.3% من مجموع السكان)، و8 أساقفة، و1,250 أبرشية، ونحو 791 كاهنًا أبرشيًّا، و235 معهدًا لاهوتيًّا لمذهبهم، في نهاية 2012. ورد هذا الاختلاف على الرقم في تقرير وزارة الخارجية الأمريكية عن الحرية الدينية في رومانيا. لم تزل الكنيسة الأرثوذكسية الرومانية تدعي كثيرًا من ممتلكات الكنيسة الكاثوليكية الإغريقية الرومانية.

### البروتستانتية
حسب إحصاء عام 2010، فإن البروتستانت يشكلون 6.2% من مجموع السكان. يتألف هؤلاء البروتستانت تاريخيًّا من اللوثريين والكالفينيين والتوحيديين، ولكن في السنين الأخيرة، انتشر البروتستانت الإنجيليون والخمسينيون ومجموعات بروتستانتية جديدة وصارت أعدادهم أكبر. في عام 1930، قبل الحرب العالمية الثانية، شكل البروتستانت نحو 8.8% من سكان رومانيا. وكانت أكبر الطوائف التي يتضمنها هذا الرقم (6.2%) الكنيسة المصلَحة (2.99%) والخمسينيون (1.8%). ومن الطوائف الأخرى المعمدانيون (0.56%) والسبتيون (0.4%) والتوحيديون (0.29%) وإخوة بليموث (0.16%) والكنائس اللوثرية الثلاث (0.13%) والكنيسة اللوثرية الإنجيلية برومانيا (0.1%) والكنيسة الإنجيلية الأوغسطية برومانيا (0.03%) والكنيسة اللوثرية الاعترافية برومانيا. يشكل المجر في هذه المجموعات البروتستانتية المتنوعة معظم الإصلاحيين والتوحيديين واللوثريين الإنجيليين، أما الرومان فيشكلون معظم الخمسينيين والمعمدانيين والسبتيين والإنجيليين، وأما الألمان فمعظمهم إنجيليون أوغسطين (أي لوثريون ينتمون إلى إقرار أوغسبورغ تاريخيًّا). معظم الكالفينيين والتوحيديين يبشّرون باللغة المجرية.
لا ينبغي الخلط بين أي كنيسة مذكورة أعلاه والكنيسة الإنجيلية الرومانية (0.08%) وهي طائفة بروتستانتية مستقلة.

### الإسلام
مع أن عدد معتنقي الإسلام في رومانيا صغير نسبيًّا، فإن للإسلام في رومانيا تراثًا عمره 700 عام، لا سيما في شمال دربوجة، وهي منطقة على ساحل البحر الأسود كانت جزءًا من الإمبراطورية العثمانية نحو خمس قرون (1420–1878 تقريبًا). حسب إحصاء عام 2010، فقد صرّح 64,337 من الرومانيين، أي نحو 0.3%، بأن دينهم الإسلام. معظم المسلمين الرومانيين من أهل السنّة.
يقطن 97% من المسلمين الرومانيين في المقاطعتين اللتين تشكان شمال دربوجة، 85% منهم في مقاطعة كونستانتسا، و12% منهم في مقاطعة تولسيا. يسكن بقية المسلمين في مدن، منها بوخارست وبرايلا وكالاراسي وجالاتي وجورجيو ودروبيتا تورنو سيفيرين. عرقيًّا، معظم المسلمين من التتار، ثم الترك ثم الألبانيين ثم الغجر المسلمين، والمهاجرين من الشرق الأوسط وإفريقيا. منذ عام 2007، جاء إلى رومانيا عُمّال إندونيسيون وبغلادشيون وباكستانيون، ومعظمهم مسلمون.
في رومانيا نحو 80 جامعًا. من أكبرها جامع كونستانتا الكبير، الذي كان يسمى جامع كارول الأول. بني هذا المسجد بين عامي 1910 و1913، بأمر من كارول الأول، تقديرًا منه للمجتمع المسلم في كونستانتا. حسب الوضع القانوني للطائفة المسلمة، فإن المجتمع المسلم الروماني يمثله رسميًّا مفتي، وتكون دائرة الفتوى هي المؤسسة الثقافية الممثلة للمجتمع المسلم، ولها مكانة تشابه مكانة الطوائف الأخرى التي تعترف بها الدولة الرومانية. كذلك المسلمون في كونستانتا، الذين يشكلون نحو 6% من سكان المقاطعة، يمثلهم برلمان بالاتحاد الديمقراطي للمسلمين الأتراك التتار في رومانيا، تأسس في 29 ديسمبر عام 1989.

### اليهودية
في عام 1930، كان يعتنق اليهودية أكثر من 700 ألف نسمة في مملكة رومانيا (وتشمل بيسارابيا). بحلول عام 2011، انخفض العدد إلى 3,271. ومن إرث التجمعات اليهودية الكثيرة في البلاد، كثرة عدد المعابد اليهودية في أرجاء رومانية. يسكن اليوم بين 200 ألف و400 ألف من أحفاد اليهود الرومانيين في إسرائيل.

### أديان أخرى
في هذه الفقرة ترد الطوائف التي لم تذكر أعلاه ولكنها أديان تعترف بها الدولة الرومانية. يبلغ عدد شهود يهوه نحو 50 ألف معتنقًا (0.25% من السكان المستقرين). يشكل المؤمنون القدامى نحو 0.16% من السكان ويعتنق دينهم 30 ألف نسمة، معظمهم من أصول روسية يسكنون في منطقة دلتا الدانوب. يتركز الأرثوذكس الصربيون في المناطق على حدود صربيا وعددهم نحو 14 ألفًا. عندما مُثّلت اليهودية تمثيلًا دقيقًا في رومانيا، هبط عدد معتنقيها إلى 3,500 في 2011، أي نحو 0.02% من مجموع السكان. وأقل منهم المسيحيون الأرمنيون، وهم نحو 400 نسمة. سجلت جمعية سجلات البيانات الدينية 1,900 متبعًا للدين البهائي في رومانيا، في عام 2010. أخيرًا، يبلغ عدد الذين انتسبوا إلى أديان غير التي ذكرت باسمها في إحصاء عام 2011 نحو 30 ألف نسمة.

### الوثنية
نشأت المجموعات الوثنية الحديثة في رومانيا في خلال العقد الأخير، وكلها مجموعات وثنية عرقية كما في بقية بلدان شرق أوروبا، ولكنها مجموعات صغيرة بالمقارنة مع حركات أخرى مثل أوسماغيار فالاس في المجر ورودنوفري في أوروبا السلافية.
سُمي الدين العرقي المجدد للرومانيين الزالموكسيانية، وهو قائم على المصادر الأسطورية التراقية، وفيها أهمية خاصة لشخصية الإله زالموكسيس. من أبرز المجموعات الزالموكسيانية جمعية جبليزس.
في الوقت نفسه، في رومانيا جمعية وثنية معترف بها: جمعية الفجر الوثني الجديد، التي تحاول أن تدافع عن حقوق المجتمع الوثني في رومانيا وأن تمثل صوته.

### اللادينية
يصف 40 ألف إنسان في رومانيا أنفسهم بعدم التدين، حسب إحصاء 2011، منهم 21 ألفًا صرحوا بالإلحاد و19 ألفًا من اللاأدريين. يتركز معظم اللادينيين في المدن الكبيرة مثل بوخارست وكلوج نابوكا. اللادينية في رومانيا أقل منها في معظم البلدان الأوروبية الأخرى، وهي من أقل البلدان لادينية في أوروبا.